# Nigel Spackman
Nigel James Spackman (Romsey, 2 december 1960) is een Engels voormalig betaald voetballer die als centrale middenvelder speelde. Spackman kwam onder meer uit voor Chelsea en Liverpool. Hij was profvoetballer van 1980 tot en met 1998. 

## Biografie
Spackmans eerste club als profvoetballer was AFC Bournemouth. Van 1980 tot 1983 speelde de centrale middenvelder 119 competitiewedstrijden en scoorde 10 doelpunten voor The Cherries. In 1983 verhuisde hij naar Chelsea. Op Stamford Bridge kwam Spackman tot een totaal van 141 competitiewedstrijden en 12 treffers. Van 1987 tot 1989 stond hij onder contract bij Liverpool, waarmee hij de Engelse landstitel won in 1988. Daarnaast won Spackman de FA Cup 1988/89. In de finale werd stadsrivaal Everton met 3–2 verslagen, met dank aan de efficiënte aanvallers John Aldridge (2) en Ian Rush. Buitendien verloor hij met Liverpool de FA Cup-finale van 1988 tegen Wimbledon – Spackman werkte de finale tegen Wimbledon af met een verband om het hoofd doordat hij een hoofdblessure had opgelopen tegen Derby County.
In de zomermercato voorafgaand aan het seizoen 1989/90 verliet hij Liverpool en verkaste daarop naar Queens Park Rangers. In de wintermercato van dat seizoen tekende Spackman een contract bij het Schotse Glasgow Rangers. Hij verbleef drie seizoenen bij Rangers, waarna hij terugkeerde naar Stamford Bridge. Met Chelsea was hij nog vier seizoenen actief in de nieuwe Premier League, waarna de middenvelder zijn carrière afsloot bij tweedeklasser Sheffield United (1996–1998). 
In zijn laatste seizoen bij Sheffield United fungeerde Spackman als speler-trainer na het ontslag van Howard Kendall.

## Erelijst
| First Division    | 1x | 1988       |
| FA Cup            | 1x | 1989       |
| FA Charity Shield | 2× | 1988, 1989 |